# Merionoeda amabilis
Merionoeda amabilis là một loài bọ cánh cứng trong họ Cerambycidae.